# Ioana Lambrino

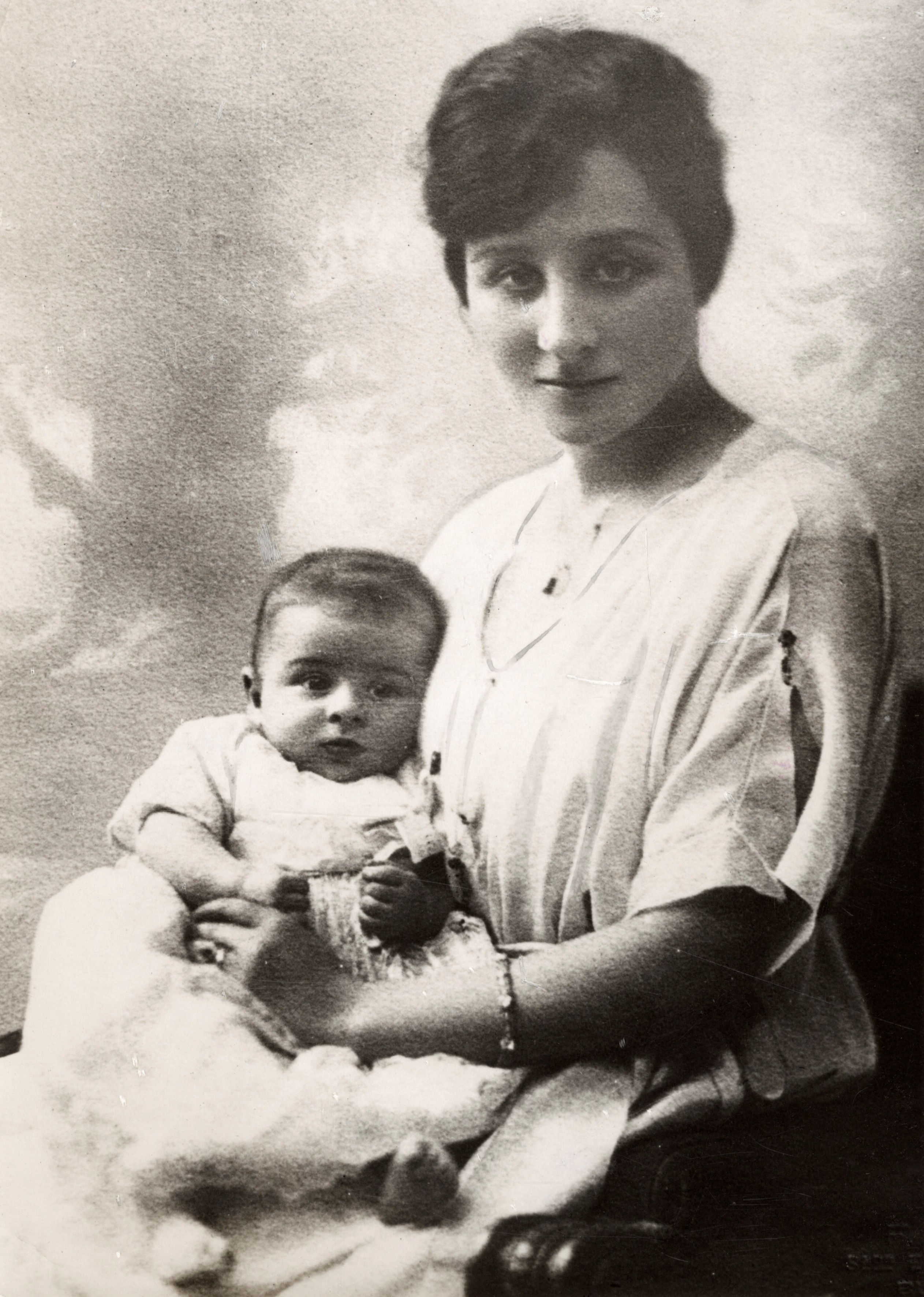
Lambrino mit ihrem Sohn, 1926

Ioana Maria Valentina „Zizi“ Lambrino (* 3. Oktober 1898 in Vaslui; † 27. März 1953 in Neuilly) war die erste, morganatische Ehefrau des rumänischen Thronfolgers und späteren Königs Karl II.
Sie war die Tochter des rumänischen Offiziers Constantin Lambrino und dessen Gemahlin Euphrosine Alcaz.
Der Sohn des rumänischen Königs Ferdinand I. lernte Ioana während des Ersten Weltkriegs in Iași kennen, wohin die Königsfamilie wegen der deutschen Besetzung aus Bukarest floh. Karl heiratete sie am 31. August 1918 heimlich in der Kathedrale von Odessa und wurde dafür mit 75 Tage Hausarrest bestraft. Die Ehe wurde am 8. Januar 1919 vom Obersten Gerichtshof annulliert. 
Karl verzichtete auf den Thron, traf sich aber weiterhin mit Ioana und am 8. Januar 1920 gebar Ioana den gemeinsamen Sohn Carol Mircea († 27. Januar 2006) in Bukarest.
„Zizi“ musste das Land verlassen und Karl heiratete danach die Prinzessin Elena von Griechenland. Sein Sohn aus dieser zweiten Ehe war der König Michael I. von Rumänien. 
Karl II. starb 1953 im Exil in Portugal. 1996 hob ein rumänisches Gericht die Annullierung der ersten Ehe auf.
| Personendaten    | Personendaten                                                                          |
| ---------------- | -------------------------------------------------------------------------------------- |
| NAME             | Lambrino, Ioana                                                                        |
| ALTERNATIVNAMEN  | Lambrino, Ioana Maria Valentina (vollständiger Name); Lambrino, Zizi (Spitzname)       |
| KURZBESCHREIBUNG | erste, morganatische Ehefrau des rumänischen Thronfolgers und späteren Königs Karl II. |
| GEBURTSDATUM     | 3. Oktober 1898                                                                        |
| GEBURTSORT       | Vaslui                                                                                 |
| STERBEDATUM      | 27. März 1953                                                                          |
| STERBEORT        | Neuilly                                                                                |